# Тореадори з Васюківки (фільм)
«Тореадо́ри з Васюкі́вки» — короткометражна дитяча комедія Самарія Зелікіна за одним з епізодів однойменного твору Всеволода Нестайка «Тореадори з Васюківки».
Зйомки фільму проходили у селі Коропове (нині Коробів Хутір) Зміївського району на Харківщині. Комедія сфільмована на обласній телестудії та завоювала міжнародні нагороди: Гран-прі на Міжнародному фестивалі в Мюнхені (Німеччина, 1968) та головну премію Міжнародного фестивалю в Олександрії (Єгипет, 1969).

## Сюжет
У селі Васюківка двоє хлопців, Іван («Ява») Рень та Павло Криворотько просять у свого знайомого Гриця на кличку Сало кролів. Той відмовляє, пославшись на те, що Ява та Павло недбалі. Хлопці вирішують, що Сало загордився і бажають самі зробити щось видатне. Вони перебирають різні ідеї та зупиняються на тому, щоб влаштувати кориду.
Павло незгідний убивати бика, та Ява пояснює, що це зовсім не обов'язково. Головне — влаштувати видовище, на яке подивиться вся Україна. Хлопці уявляють як вони, ставши тореадорами, прославляться, їх показуватимуть по телевізору, а Сало з його кролями стане нікому не цікавий.
Ява та Павло не знаходять бика, зате беруть для своєї затії корову на кличку Контрибуція, бо у Павлушиної корови один ріг зламаний а бик Петька «то таке страшнюче мурмило», що його злякався дачник і заліз на електричний стовп. Контрибуція належить дідові Яви і хлопець побоюється, що вона «трохи психічна». Тоді Павло каже, що Ява просто злякався норовливої корови. Хлопці чубляться і Ява погоджується випробувати Контрибуцію.
Наступного дня Ява пробує себе в ролі тореадора, взявши з дому килимок з зображенням трьох цуценят, Цюці, Гави і Реви, яким дратує корову, а шпаги роблять з ліщини. Спершу Контрибуція не реагує на нього, Ява вважає, що корова звикла до нього й не стане нападати. Павло тим часом спостерігає, гризучи яблука. Ява передає йому шпагу, хлопці вже вдвох дражнять корову, та вона лишається незворушною. Нарешті Ява вдаряє корову по морді і вона буцькає його, від чого він злітає в повітря. Хлопці тікають від Контрибуції та ховаються в калабані, звідки бояться вилізти.
Грицько Сало проходить повз і бачить Яву з Павлом. Хлопці думають, що тепер можуть вилізти на берег, але розуміють, що загрузли в болоті. Сало кидає їм мотузку, яку прив'язує до рога Контрибуції. Таким чином Ява та Павло вибираються з болота та брудні йдуть додому.

## У ролях
- Олексій Свистунов — дід
- Є. Пустовійт — дачник
- Школяри:
  - Олександр Бартенєв — Іван «Ява»
  - Олександр Минін — Павло Криворотько
  - Микола Ушаков — кролівник Гриць «Сало»
- корова Лиска — корова Контрибуція

## Творча команда
- Сценарій — Ніна Рудова за мотивами повісті «Тореадори з Васюківки» Всеволода Нестайка
- Режисер — Самарій Зелікін, Валентина Осип'янць
- Композитор — Дмитро Клебанов
- Оператор — Анатолій Орлов
- Асистент оператор — А. Засядько

## Знімальний період
Актор, що грав дачника, котрий тікає від бика, травмувався під час зйомок цього епізоду. Виконував роль дачника зав.постановочною частиною Є.Пустовійт. Так сталося, що він не втримався на стовпі, коли залазив на нього, і зірвався. Просковзнув по стовпу до самої землі і дуже сильно подряпав шкіру на руках та ногах. [джерело?]